# Шорт-трек на зимних Азиатских играх 2007
Шорт-трек на зимних Азиатских играх 2007 — соревнования по шорт-треку, которые прошли в рамках зимних Азиатских игр 2007 года.
Все соревнования прошли в Чанчуне, Китай, с 29 по 31 января 2007 года в гимназии Чанчунь Ухуань.
В общей сложности участвовали 60 спортсменов из 8 стран на зимних Азиатских играх 2007 года.
Всего было разыграно 8 комплектов медалей, по 4 у мужчин и женщин. В забеге на 500 метров у женщин было разыграно два комплекта бронзовых медалей.

## Медалисты

### Мужчины
| Дисциплина | Золото                                                                     | Серебро                                          | Бронза                                                        |
| ---------- | -------------------------------------------------------------------------- | ------------------------------------------------ | ------------------------------------------------------------- |
| 500 м      | Ху Цзэ Китай                                                               | Сон Гён Тхэк Республика Корея                    | Ли Е Китай                                                    |
| 1000 м     | Ан Хён Су Республика Корея                                                 | Ким Хён Гон Республика Корея                     | Суй Баоку Китай                                               |
| 1500 м     | Суй Баоку Китай                                                            | Ан Хён Су Республика Корея                       | Ли Е Китай                                                    |
| Эстафета   | Республика Корея Ан Хён Су Ким Хён Гон Сон Гён Тхэк Ли Хо Сок Ким Бён Джун | Китай Ли Е Суй Баоку Лю Сяолян Ван Хонъян Ху Цзэ | Япония Сатору Тэрао Сатоси Сакасита Синити Тагами Дзюндзи Ито |

### Женщины
| Дисциплина | Золото                                               | Серебро                                                                   | Бронза                                          |
| ---------- | ---------------------------------------------------- | ------------------------------------------------------------------------- | ----------------------------------------------- |
| 500 м      | Ван Мэн Китай                                        | Фу Тяньюй Китай                                                           | Чжу Милэй Китай Пён Чхон Са Республика Корея    |
| 1000 м     | Чин Сон Ю Республика Корея                           | Ван Мэн Китай                                                             | Чон Ын Джу Республика Корея                     |
| 1500 м     | Чон Ын Джу Республика Корея                          | Чин Сон Ю Республика Корея                                                | Ван Мэн Китай                                   |
| Эстафета   | Китай Ван Мэн Фу Тяньюй Чжу Милэй Чэн Сяолэй Чжоу Ян | Республика Корея Чон Джи Су Пён Чхон Са Чон Ын Джу Чин Сон Ю Ким Мин Джон | Япония Аюко Ито Сатоми Сакаи Юка Камино Юко Коя |

## Медальный зачёт
| Место | Страна           | Золото | Серебро | Бронза | Всего |
| ----- | ---------------- | ------ | ------- | ------ | ----- |
| 1     | Республика Корея | 4      | 5       | 2      | 11    |
| 2     | Китай            | 4      | 3       | 5      | 12    |
| 3     | Япония           | 0      | 0       | 2      | 2     |
| Всего | Всего            | 8      | 8       | 9      | 25    |